# Najac
Najac is een gemeente in het Franse departement Aveyron (regio Occitanie). De gemeente telde 736 inwoners op 1 januari 2022. De plaats maakt deel uit van het arrondissement Villefranche-de-Rouergue. Najac is lid van Les Plus Beaux Villages de France.

## Bezienswaardigheden
Het kasteel van Najac geldt als een schoolvoorbeeld van de 13e-eeuwse fortenbouw. Het kasteel heeft een 40 meter hoge donjon. De weermuren zijn 25 hoog en konden zo niet beklommen worden met ladders. Ook de schietgaten (6,8 meter) zijn uitzonderlijk hoog. Vanaf het kasteel strekt het dorp zich als een lint uit over de heuvelkam. Ook de gotische kerk Saint-Jean-l'Évangéliste had een defensieve functie. Ze is gebouwd boven een waterput die de inwoners van Najac van water moest voorzien tijdens een belegering. Andere opmerkelijke gebouwen zijn het Maison du Gouverneur (13e-18e eeuw), de kapel Saint-Barthélemy (14e eeuw) en de Fontaine des Consuls (14e eeuw).

## Geschiedenis
De plaats is strategisch gelegen en al in de 12e eeuw stond er een burcht op een rots die 150 meter boven de Aveyron uittorent. Alfons van Poitiers, de broer van koning Lodewijk IX van Frankrijk, moest in de 13e eeuw het koninklijke gezag vestigen in Rouergue na de Albigenzische Kruistochten. Hij liet daarom de burcht herbouwen, aangepast aan de nieuwste krijgstechnieken. Hij liet ook de versterkte kerk Saint-Jean-l'Évangéliste bouwen. Najac kreeg een stadsbestuur van verkozen consuls.
Najac en haar kasteel waren gedurende de Honderdjarige Oorlog enkele jaren in handen van de Engelsen. Ook tijdens de Hugenotenoorlogen kende de stad oorlogsgeweld. Nadat het zijn defensieve functie had verloren, deed het kasteel tot de Franse Revolutie dienst als gevangenis.

## Geografie
De oppervlakte van Najac bedraagt 54,7 km², de bevolkingsdichtheid is 13,6 inwoners per km².
De Aveyron stroomt door de gemeente.

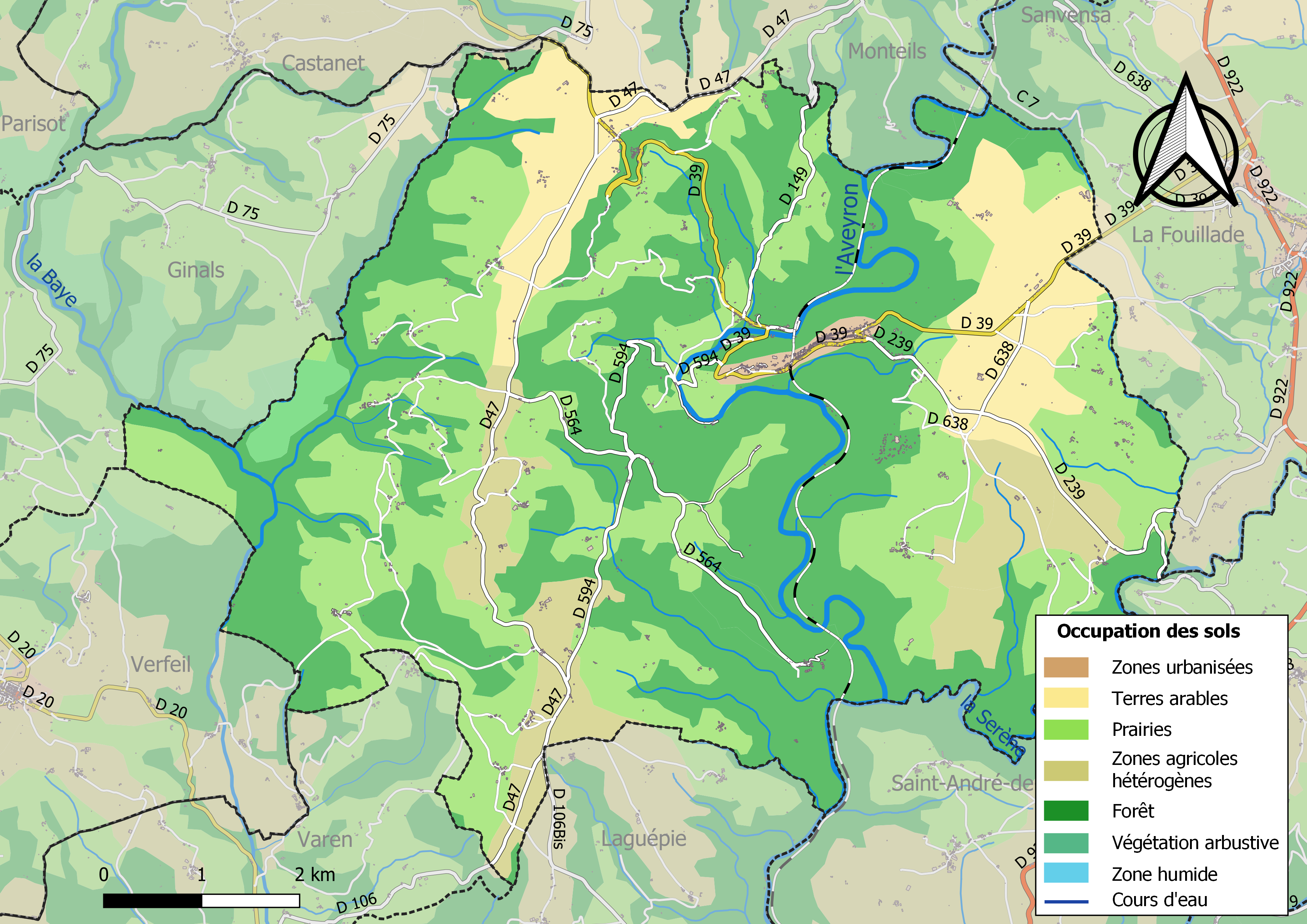
Kaart van de gemeente met de belangrijkste infrastructuur, bodemgebruik en omliggende gemeenten

## Verkeer
In de gemeente ligt de spoorweghalte Najac.

## Demografie
Onderstaande figuur toont het verloop van het inwonertal (bron: INSEE-tellingen).

Vanwege een beveiligingsprobleem met de MediaWiki Graph-software is het momenteel niet mogelijk deze grafiek weer te geven. Zodra de software is bijgewerkt zal de grafiek vanzelf weer zichtbaar worden.

## Geboren
- Alain Peyrefitte (1925-1999), politicus, diplomaat en schrijver